# Llanvihangel Railway
Die Llanvihangel Railway war eine britische Eisenbahngesellschaft in Monmouthshire in Wales.

## Geschichte
Die Llanvihangel Railway wurde am 25. Mai 1811 gegründet. Das Gründungskapital betrug 21.750 Pfund. Zu den Anteilseigner gehörten die Parlamentsmitglieder Lord Arthur Somerset und Charles Morgan, 2. Baronet. Die Initiative für den Bau der Bahnstrecke kam durch den Brecknock and Abergavenny Canal, welcher entsprechende Rechte erhalten hatte. 
Eine erste Planung erfolgte 1810 durch William Crosley. Die Bauausführung erfolgte schließlich unter der Leitung von John Hodgkinon.
1814 eröffnete die 8,5 Kilometer lange Pferdebahnstrecke in der Spurweite von 1067 mm von Govilon nach Llanvihangel Crucorney. In Govilon bestand eine Anlegeplatz am Brecknock and Abergavenny Canal und in Llanvihangel Crucorney eine Verbindung zur Grosmont Railway. Damit entstand eine durchgehende Verbindung zwischen dem Kanal und Hereford. 
Die Kohlelieferungen ans Gaswerk in Abergavenny und die Transportleistungen für die Powell-Gruben sorgten für ein hohes Transportaufkommen.
Die Newport, Abergavenny and Hereford Railway übernahm am 3. August 1846 die Bahngesellschaft, die auf einem Teil der Strecke ihre normalspurige Strecke errichtete. Die Liquidierung der Gesellschaft verzögerte sich noch bis 1853, da die neue Gesellschaft die Alteigentümer nicht zeitnah auszahlen konnte. Die Merthyr, Tredegar and Abergavenny Railway nutze ab 1859 einen Teil der Strecke südlich von Abergavenny.